# 永安镇 (北川县)
永安镇是中國四川安县历史上的一个镇。
由于北川县的县城曲山镇在汶川大地震中被毁，2009年2月1日，中华人民共和国民政部同意将安县的安昌镇、永安镇、黄土镇的常乐、红岩、顺义、红旗、温泉、东鱼6个村划归北川羌族自治县管辖，北川羌族自治县人民政府驻地由曲山镇迁至安昌镇与永安镇之间的永昌鎮，名称来源于永安镇和安昌镇之间的特殊地理位置，同时也是祝福这座县城的人民永远繁荣昌盛。由中共中央总书记、中国国家主席胡锦涛亲自定名为永昌镇。此镇距北川旧县城20公里左右。
此次调整后，安县面积减少215平方千米、人口减少7.8万余人。

## 行政区划
永安镇下辖以下地区：
九鼎社区、后庄村、楠木村、大安村、向阳村、跃进村、平桥村、辕门村、长清村、土桥村、永明村、光辉村、工农村、飞山村、分水村和新石村。